# جورج وليامز (لاعب كرة قدم)
جورج وليامز (بالإنجليزية: George Williams)‏ هو لاعب كرة قدم ومدرب كرة قدم بريطاني، ولد في 1879 في ويلز في المملكة المتحدة، وتوفي في سبتمبر 1879 في سوم في فرنسا. لعب مع نادي ريكسهام.